# Liste der mexikanischen Kinofilme 1921
Die Liste der mexikanischen Kinofilme des Jahres 1921 führt alle in diesem Jahr in Mexiko gedrehten Langfilme auf. Insgesamt gab es in diesem Jahr 17 mexikanische Produktionen. Die in dieser Liste aufgeführten Informationen basieren auf David E. Wilts Buch „The Mexican Filmography 1916 through 2001“, der die vollständigste Filmographie für Mexiko vorgelegt hat.

## Legende
- Titel: Nennt soweit vorhanden den offiziellen deutschen Filmtitel, andernfalls den spanischen Originaltitel.
- Regisseur: Nennt den Regisseur oder die Regisseure des Films.
- Genre: Nennt die Genrezuordnung.
- Darsteller: Nennt drei Hauptdarsteller.
- Besonderheiten: Führt Besonderheiten und Hintergründe zum Film auf.

## Filmliste
| Titel                                     | Regisseur                                                              | Genre                                | Darsteller                                                            | Besonderheiten |
| ----------------------------------------- | ---------------------------------------------------------------------- | ------------------------------------ | --------------------------------------------------------------------- | --- |
| Alas abiertas                             | Luis Lezama                                                            | Abenteuerfilm                        | Luis Ross; Carlota Santuggini; Carmen Bonifant                        | Der Film wurde auch in den Vereinigten Staaten aufgeführt. |
| Amnesia (Dos almas en una)                | Ernesto Vollrath                                                       | Melodrama                            | Elvira Ortiz; Guillermo Hernández Gómez; Agustin Carrillo de Albornoz | In der Filmoteca de la UNAM befinden sich zwei Kopien, eine, die 1921, und eine, die 1922 als Produktionsjahr angibt. 1921 ist das allgemein angenommene Produktionsjahr. |
| La bastarda                               | María Cantoni                                                          | Melodrama                            | María Cantoni; Luis G. Barreiro; Emilia Otazo                         | |
| El caporal                                | Miguel Contreras Torres; Rafael Bermúdez Zataraín; Juan Canals de Homs |                                      | Miguel Contreras Torres; Delia de Altamira; Irma Domínguez            | Wird zum Teil nicht als Langfilm geführt, wobei er wahrscheinlich mit einer Kurzfilm-Fortsetzung aus dem folgenden Jahr verwechselt wurde.                                |
| Carmen                                    | Ernesto Vollrath                                                       | Melodrama                            | Elvira Ortiz; Rosa del Castillo; Guillermo Hernández Gómez            | Basierte auf einem Roman von Pedro Castera, der 1941 als Alejandra erneut verfilmt wurde.                                                                                 |
| Carnaval trágico                          | Jesús H. Abitia                                                        |                                      | Alejandro de Mezzi; Gloria Gómez Sarabia; Claudio Beltrán             | Es ist nicht sicher, ob der Film nicht derselbe wie Los encapuchados de Mazatlán aus dem Jahr 1920 ist.                                                                   |
| Los chicos de la prensa                   | Carlos Noriega Hope                                                    | Abenteuerfilm                        | Luz Alba; Rafael Vera de Córdoba; Lauro de Prida                      | |
| El crimen del otro                        | Carlos Stahl                                                           | Melodrama                            | Carlos Stahl; Amparo Rubio; José de Jesús Curiel                      | |
| La dama de las camelias                   | Carlos Stahl                                                           | Historienfilm; Liebesfilm; Melodrama | Nelly Fernández; Francisco Pesado; Armando Bolío Avila                | Basierte auf dem Roman Die Kameliendame von Alexandre Dumas dem Jüngeren, der mehrmals verfilmt wurde.                                                                    |
| De raza azteca                            | Guillermo Calles; Miguel Contreras Torres                              | Filmdrama                            | Guillermo Calles; Miguel Contreras Torres; Carlota Santuggini         | |
| Él que a hierro mata                      | María Cantoni                                                          |                                      | María Cantoni                                                         | Es ist umstritten, ob es sich um einen Langfilm handelte. Er könnte Teil einer Opernaufführung von Cantoni gewesen sein.                                                  |
| En la hacienda                            | Ernesto Vollrath                                                       | Ländliches Melodrama                 | Elena Sánchez Valenzuela; Luis Ross; Guillermo Hernández Gómez        | |
| Luchando por el petróleo                  | Ezequiel Carrasco Martínez; Pérez Rojas (?)                            |                                      | Gilda Chávarri; Emilio Majul; Roberto Y. Palacios                     | |
| Mitad y mitad (Maltidas sean las mujeres) | Carlos Stahl                                                           | Melodrama                            | Nelly Fernández; Justa Juárez; Francisco Pesado                       | |
| Mitad y mitad (El tren expreso)           | Enrique J. Vallejo                                                     | Filmkomödie                          | Fernando R. Elizondo; Josefina Maldonado                              | |
| La parcela                                | Ernesto Vollrath                                                       | Ländliches Melodrama                 | Luis Ross; Guillermo Hernández Gómez; Carmen Bonifant                 | Basierte auf einem Roman von José Lopez Portillo y Rojas, der noch mehrmals verfilmt wurde.                                                                               |
| La Thais                                  | María Cantoni                                                          |                                      | María Cantoni                                                         | |